# St. Radigunds
St. Radigunds è l'album di debutto del gruppo musicale britannico Spirogyra. Fu registrato al Morgan and Sound Techniques Studios tra maggio e giugno del 1971 e pubblicato lo stesso anno. L'ingegnere del suono era Jerry Boys. Fu prodotto da Robert Kirby, che curò anche gli arrangiamenti di archi e tromba.

## Tracce
Tutti i brani sono di Martin Cockerham, tranne dove indicato.
1. The Future Won't Be Long – 4:27
2. Island – 3:39
3. Magical Mary – 6:20
4. Captain's Log – 2:00
5. At Home in the World – 2:40
6. Cogwheels, Crutches and Cyanide – 6:00
7. Time Will Tell – 5:32 (Julian Cusack)
8. We Were a Happy Crew – 5:29
9. Love Is a Funny Thing – 2:00
10. The Duke of Beaufoot – 7:08

## Formazione
- Martin Cockerham - canto, chitarra folk
- Barbara Gaskin - canto
- Steve Borrill - basso elettrico
- Julian Cusack - violino, tastiere

### Ospiti
- Dave Mattacks - batteria
- Dave Stewart - tastiere
- Bill Bruford - batteria
- Rick Biddulph - mandolino
- Alan Laing - violoncello

## Pubblicazioni
- B&C Records CAS 1042 (LP, UK, 1971)
- Polydor (LP, Germania, 1971)
- Brain Records/Metronome Records brain 1005 (LP, Germania, 1971)
- Repertoire Records RR 4070-WZ (CD, Germany, 1990)
- Sony BMG (CD, UK, 2007)